# Качур Василь Захарович
Василь Захарович Качур (16 серпня 1918, село Стрижавка, тепер селище Вінницького району Вінницької області — 31 жовтня 1986, місто Вінниця) — український радянський діяч, 1-й секретар Бершадського райкому КПУ Вінницької області, 1-й заступник голови Ровенського облвиконкому, Герой Соціалістичної Праці (31.12.1965). Депутат Верховної Ради УРСР 6—7-го скликань. Член ЦК КПУ в 1966—1971 р.

## Біографія
Народився в бідній селянській родині.
Трудову діяльність розпочав у 1937 році водієм Стрижавського кар'єроуправління, згодом працював завідувачем клубу, інспектором-культорганізатором на будівництві, агентом по заготівлі сільськогосподарських продуктів. Навчався в Уманському сільськогосподарському інституті.
Під час німецько-радянської війни діяв у підпіллі, входив до складу керівної п'ятірки Стрижавської підпільної групи, з 1943 року був командиром відділення партизанського загону імені Суворова партизанського з'єднання імені Леніна, яке дислокувалося на Вінниччині.
Член ВКП(б) з 1944 року.
У 1944—1949 роках — секретар Вінницького районного комітету ЛКСМУ і водночас завідувач відділу з роботи серед сільської молоді Вінницького обласного комітету ЛКСМУ.
З лютого 1949 року — 2-й секретар Плисківського районного комітету КП(б)У Вінницької області.
У 1951 році закінчив Одеську партійну школу.
У 1951—1959 роках — 2-й секретар Шпиківського районного комітету КП(б)У Вінницької області; голова виконавчого комітету Джулинської районної ради депутатів трудящих Вінницької області; 1-й секретар Джулинського районного комітету КПУ Вінницької області.
У 1959—1962 роках — 1-й секретар Бершадського районного комітету КПУ Вінницької області. У 1962 — січні 1965 року — секретар Бершадського виробничого колгоспно-радгоспного партійного комітету КПУ. У 1965—1970 роках — 1-й секретар Бершадського районного комітету КПУ Вінницької області.
У 1970—1972 роках — 1-й заступник голови виконавчого комітету Ровенської обласної ради депутатів трудящих.
У 1972—1979 роках — директор Вінницького насіннєвого заводу.
Потім — на пенсії у місті Вінниці.

## Нагороди
- Герой Соціалістичної Праці (31.12.1965)
- два ордени Леніна (26.02.1958, 31.12.1965)
- орден Трудового Червоного Прапора (27.08.1971)
- орден Вітчизняної війни ІІ ст. (11.03.1985)
- дві медалі «Партизану Вітчизняної війни» ІІ ст. (11.07.1944, 10.05.1965)
- медалі
- Грамота і  Почесна грамота Президії Верховної Ради УРСР (15.08.1968,)